# Julie Makani

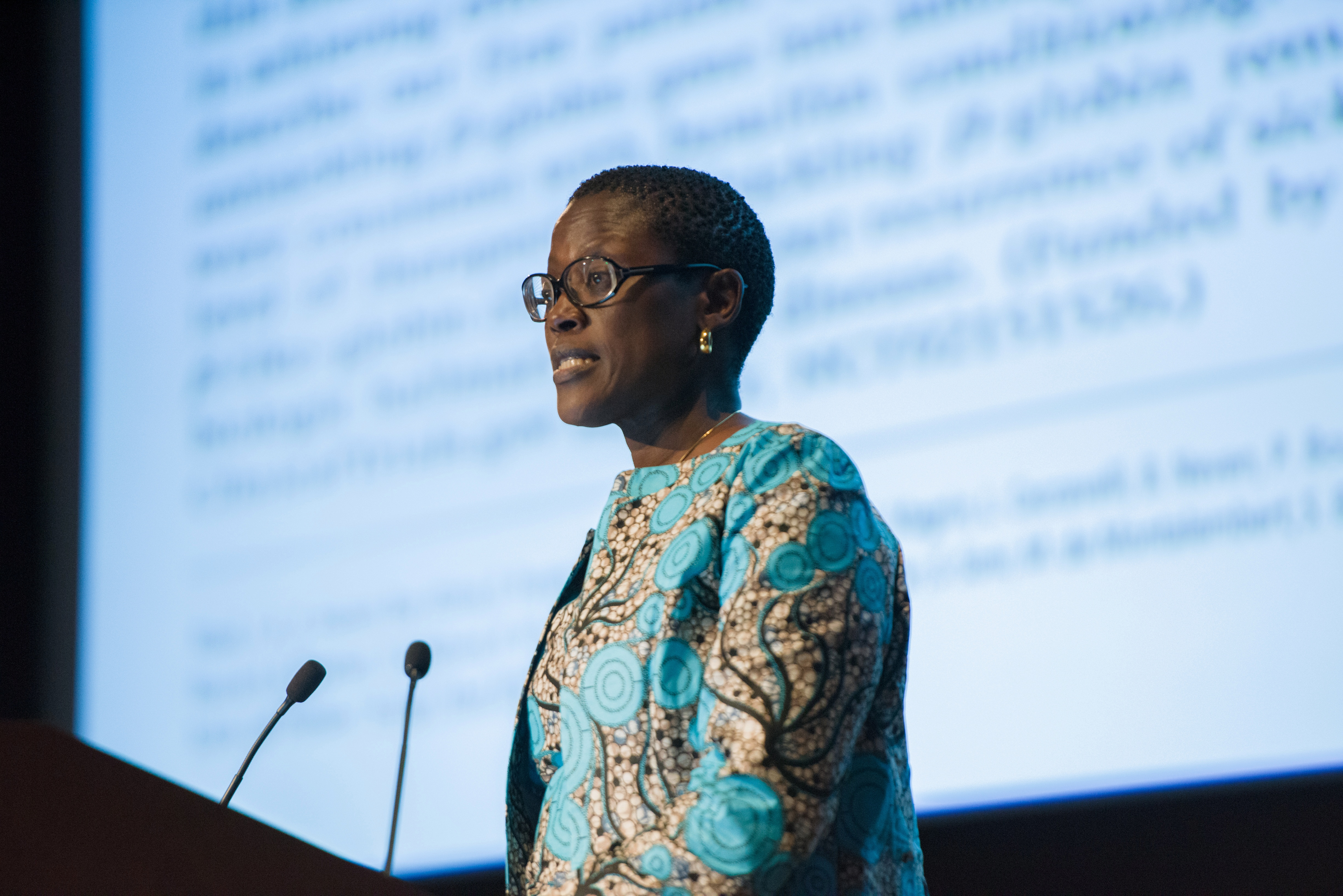
Julie Makani

Julie Makani (* 1970 in Tansania) ist eine tansanische Medizinerin und Hochschullehrerin. Sie ist Associate Professor in der Abteilung für Hämatologie und Bluttransfusion an der Muhimbili University of Health and Allied Sciences und Gastwissenschaftlerin und Beraterin am Nuffield Department of Medicine der Universität Oxford.

## Leben und Werk
Makani besuchte die St. Constantine-Grundschule in Arusha, Tansania, und studierte bis 1994 Medizin an der Muhimbili University of Health and Allied Sciences in Daressalam. 1997 nahm sie mit einem Commonwealth-Stipendium am Postgraduiertenstudium in Innerer Medizin am Hammersmith Hospital der Royal Postgraduate Medical School, Universität London teil. Anschließend forschte  sie als wissenschaftliche Mitarbeiterin am Nuffield Department of Medicine der University of Oxford. 2001 war sie Mitglied des Wellcome Trust in der Abteilung für Hämatologie und Bluttransfusion an der Muhimbili University of Health and Allied Sciences. 2003 erhielt sie vom Wellcome Trust ein vierjähriges Promotionsstipendium, um die Sichelzellenerkrankungen in Tansania zu untersuchen. Sie promovierte 2009 an The Open University über die klinische Epidemiologie der Sichelzellenkrankheit.

## Biomedizinische Forschung
2004 erhielt sie ein Wellcome-Trust-Ausbildungsstipendium und gründete das Programm für Sichelzellenkrankheiten (SCD) an der Muhimbili-Universität für Gesundheit und verwandte Wissenschaften (MUHAS) mit prospektiver Überwachung von über 2000 SCD-Patienten. Bei der Sichelzellenerkrankung sind rote Blutkörperchen abnormal geformt, was zu Problemen mit dem Blutfluss durch den Körper und dem daraus resultierenden Sauerstofftransport durch den Körper führt. Als genetische Störung verursacht die Krankheit wiederkehrende Schmerzepisoden und schwere Organschäden, die zum Tod führen können. Schätzungsweise acht- bis elftausend Kinder pro Jahr werden in Tansania mit Sichelzellenerkrankungen geboren. Der Schwerpunkt von Makanis anfänglicher Arbeit in Muhimbili lag auf der Untersuchung von Faktoren wie Malaria, bakteriellen Infektionen und Schlaganfall, von denen angenommen wird, dass sie erheblich zur Erkrankung und Tod beitragen.
In Zusammenarbeit mit Kollegen hat sie ein biomedizinisches Forschungs- und Gesundheitsprogramm entwickelt, das eines der größten SCD-Kohorten-Zentren der Welt darstellt. Makani arbeitet mit Kollegen zusammen, um Netzwerke auf nationaler Ebene im regionalen Forschungsnetzwerk für Sichelzellenkrankheiten in Ost- und Zentralafrika (REDAC) und Afrika (Sickle CHARTA – Konsortium für Gesundheit, Anwaltschaft, Forschung und Ausbildung in Afrika) aufzubauen. Sie ist Mitbegründerin der Sickle Cell Foundation in Tansania. Auf globaler Ebene ist sie Mitglied der technischen Beratergruppe des Global SCD Research Network und Co-Vorsitzende der Arbeitsgruppe für die Hydroxyharnstofftherapie in Afrika.
Sie ist Mitglied des Royal College of Physicians und wissenschaftliche Mitarbeiterin an der University of Oxford. 2009 wurde sie mit dem Erzbischof Desmond Tutu Leadership Fellowship zur Förderung herausragender biomedizinischer Wissenschaften in Afrika ausgezeichnet. Sie erhielt den Royal Society Pfizer Award 2011 als Anerkennung für ihre Arbeit.

## Auszeichnungen
- 2007: Stipendium für das TEDGlobal-Treffen in Arusha, Tansania.
- 2009: Archbishop Tutu Leadership Fellowship, African Leadership Institute
- 2011: Royal Society Pfizer Award
- 2019: BBC 100 Women